# Torquay
Torquay er en by på den sydengelske kyst i Devon langs med Torbay kysten hvor byens udvikling har gjort, at den nu er smeltet sammen med nabobyen Paignton. I det 19. århundrede blev byen en yndet badeby, berømt for sit sunde klima.
I Kents Cavern er der blevet fundet håndøkser, som er omkring 40.000 år gamle, og de rer fundet knoglerester fra et tidligt moderne menneske, som er 37.000–40.000 gamle, hvilket er blandt de ældste i Europa.
Kriminalforfatteren Agatha Christie er født i Torquay.
Tv-serien Halløj på Badehotellet (Fawlty Towers) fra 1970'erne med John Cleese, foregår i Torquay.